# سرو صحرا
سرو صحرا (نام علمی: Cupressus dupreziana) نام یک گونه از سرده سرو است.